# Mihai Viteazu (okręg Botoszany)
Mihai Viteazu – wieś w Rumunii, w okręgu Botoszany, w gminie Ungureni. W 2011 roku liczyła 444 mieszkańców.